# Чарівник Ох
«Чарівник Ох» — анімаційний фільм 1971 року Творчого об'єднання художньої мультиплікації студії Київнаукфільм, за мотивами української народної казки «Ох». Мультфільм озвучено російською мовою, а пісні — українською.

## Сюжет
Це історія про злого царя Оха. А почалося все з козака та його дружини, у яких був один син, але не радував він подружжя, бо був лінивий, і ні до чого не прагнув у житті, не знають, що робити з недолугим сином, який цілими днями тільки їсть та спить. Думали-гадали, і голосить мати, що віддати треба синочка комусь на службу. Тоді вирішив козак відвезти сина в інше царство, хто візьме, тому й дати вирішив. Раптом чужі люди розуму навчать. Йдуть вони довго чи недовго, і ось прийшли до темного лісу. І зустрів там козак із сином лісового царя Оха. Відтоді їхнє життя змінилося назавжди.

## Над мультфільмом працювали
- Автор сценарію: Юхим Чеповецький
- Режисер: Давид Черкаський
- Художник-постановник: Радна Сахалтуєв
- Оператор: Анатолій Гаврилов
- Звукорежисер: Ізраїль Мойжес
- Художники-мультиплікатори: Ніна Чурилова, Наталя Марченкова, В. Ємельянова, Марк Драйцун, Євген Сивокінь, Костянтин Чикін, Давид Черкаський
- Редактор: Світлана Куценко
- Асистенти: І. Правдіна, Е. Луцко, В. Григоренко, Юна Срібницька, Д. Заруба
- Ролі озвучили: Г. Кислюк, В. Солтовська
- Пісні виконують артисти Українського народного хору ім. Г. Верьовки: В. Бойко, М. Охріменко, О. Мельник, Є. Товмаг, М. Шраменко, Г. Присяжнюк, К. Кінах, К. Висотіна, В. Харченко
- Директор картини: Іван Мазепа